# Дунь Дмитро Олексійович
Дмитро Олексійович Дунь (7 листопада 1989 , Харків ) — український фігурист, що виступає у танцях на льоду, учасник Олімпійський ігор 2014 року.

## Життєпис
На початку спортивної кар'єри виступав у парі з Алісою Агафоновою. У сезоні 2004–05 відбувся дебют пари на юніорському етапі Гран-прі. У 2006 році вони виграли срібну медаль юніорського Гран-прі Тайбею. 
У сезоні 2007–08 стали четвертими на юніорському Гран-прі Німеччина та виграли срібло на етапі в Естонії. Пара зуміла кваліфікуватися на фінальний етап юніорського Гран-прі, де посіла шосте місце. На юніорському чемпіонаті світу вони стали сьомими. 
Наступного сезону виграли Гран-прі Білорусії та стали другими на Гран-прі Великої Британії. На юніорському чемпіонаті світу виступили  невдало, посівши тринадцяте місце, а у фіналі Гран-прі стали сьомими.
Сезон 2009–10 став останнім для пари. На етапі у Білорусії — третіми, а у Туреччині вони стали четвертими, після чого вони перестали виступати разом.
Дмитро Дунь намагався сформувати пару з канадською фігуристкою Террою Фіндлей, але йому не вдалося цього зробити. Новою партнеркою фігуриста стала американка Шивон Гікін-Кенеді, яка мала українське громадянство та була без партнера після того як Олександр Шакалов завершив кар'єру.
Сезон 2011–12 став першим для новоствореної пари. Їм вдалося стати чемпіонами України, виграти срібну медаль на Кубку Торуня та бронзову медаль на турнірі «Ice Challenge». На чемпіонатах світу та Європи вони посіли 15-те місце.
Наступного року вони знову виграли чемпіонат України. Окрім цього перемогли на Кубку Торуня, виграли срібну медаль на Мемеріалі Павла Романа та бронзову медаль на турнірі «Golden Spin» у Загребі. Чемпіонат Європи вони завершили на дванадцятому місці, а чемпіонат світу на чотирнадцятому, що дозволило їм отримати олімпійську ліцензію.
Олімпійський сезон 2013–14 пара провела невдало. На Олімпійських іграх у Сочі розпочали змагання з командного турніру. Посіли дев'яте місце з десяти пар у короткому танці, що принесло два бали збірній Україні. У підсумку українська збірна посіла дев'яте місце, не кваліфікувавшись у довільну частину змагань. В особистих змаганнях виконали лише короткий танець, посівши останнє місце (24-те). По завершенні сезону вирішив закінчити спортивну кар'єру.
Згодом переїхав у Чикаго. У 2015 році переїхав до Вест-Палм-Біч, штат Флорида, і є тренером з танців на льоду в Скейт-зоні Палм-Біч, Лейк-Ворт, штат Флорида. Разом із Мікайлою Ліндберг бере участь у показових виступах.

## Програми
(У парі з Шивон Гікін-Кенеді)
| Ритмічний танець | Довільна програма | Показовий виступ |
| ---------------- | --- | --- |
| 2013–2014        | - Квікстеп: That Man вик. Каро Емеральд - Фокстрот: Speaking of Happiness вик. Глорія Лінн - Чарлстон: Pigalle вик. Патрісія Каес                         | - El Tango de Roxanne (з Мулен Руж!)                                                                                     |
| 2012–2013        | - Marguerite Waltz вик. Шарль Гуно - Irish Party in Third Class (John Ryan's Polka)                                                                       | - Orobroy - Tango Serenato de Schubert вик. Франц Петер Шуберт - Orobroy - Gypsy                                         |
| 2011–2012        | - A Mi Manera вик. Густаво Сонтадор, Туріо Кремішіні - La Vuelta вик. Елстен Торрес, Фернандо Осоріо - A Mi Manera вик. Густаво Сонтадор, Туріо Кремішіні | Нотр-Дам де Парі by Ріккардо Коччанте: - Les Temps des Cathedrales - Les Sans-Papiers - La Monture - Danse Mon Esmeralda |

(У парі з Алісою Агафоновою)
| Ритмічний танець | Довільна програма                         | Показовий виступ                                    |
| ---------------- | ----------------------------------------- | --------------------------------------------------- |
| 2009–2010        | - Гандзя (український народний танець)    | - Blues for Klook вик. Едді Льюїс                   |
| 2008–2009        | - Puttin' On the Ritz                     | - Аврора вик. Валері Тішлер                         |
| 2007–2008        | - Верховино (український народний танець) | - Harem вик. Сара Брайтман                          |
| 2006–2007        | - Tanguera вик. Астор П'яццола            | - Пірати Карибського моря вик. Клаус Бадельт        |
| 2004–2005        | - Black Bottom - Torero - Fish and Chips  | - Spring Tango вик. Астор П'яццола аренж. Ніколсона |

## Спортивні результати
(У парі з Шивон Гікін-Кенеді)
| Міжнародні змагання           | Міжнародні змагання | Міжнародні змагання | Міжнародні змагання |
| Змагання                      | 11–12               | 12–13               | 13–14               |
| ----------------------------- | ------------------- | ------------------- | ------------------- |
| Олімпійські ігри              |                     |                     | 24                  |
| Чемпіонат світу               | 15                  | 14                  |                     |
| Чемпіонат Європи              | 15                  | 12                  | 23                  |
| Етап Гран-прі: Rostelecom Cup |                     |                     | 8                   |
| Кубок Ніцци                   | 7                   |                     |                     |
| Golden Spin                   |                     | 3                   |                     |
| Ice Challenge                 | 3                   |                     |                     |
| Nebelhorn                     |                     | 6                   | 15                  |
| NRW Trophy                    |                     |                     | 5                   |
| Меморіал Павла Романа         |                     | 2                   |                     |
| Кубок Торуня                  | 2                   | 1                   |                     |
| Відкиритий чемпіонат України  |                     |                     | 3                   |
| U.S. Classic                  |                     | 5                   |                     |
| Універсіада                   |                     |                     | 9                   |
| Національні                   |                     |                     |                     |
| Чемпіонат України             | 1                   | 1                   | 1                   |
| Командні змагання             |                     |                     |                     |
| Олімпійські ігри              |                     |                     | 9                   |

(У парі з Алісою Агафоновою)
| Міжнарожні                                | Міжнарожні | Міжнарожні | Міжнарожні | Міжнарожні | Міжнарожні | Міжнарожні | Міжнарожні |
| Змашання                                  | 03–04      | 04–05      | 05–06      | 06–07      | 07–08      | 08–09      | 09–10      |
| ----------------------------------------- | ---------- | ---------- | ---------- | ---------- | ---------- | ---------- | ---------- |
| Юніорські чемпіонати світу                |            |            |            |            | 7          | 13         |            |
| Фінал юніорського Гран-прі                |            |            |            |            | 6          | 7          |            |
| Юніорський етап Гран-прі: Білорусь        |            |            |            |            |            | 1          | 3          |
| Юніорський етап Гран-прі: Китай           |            | 7          |            |            |            |            |            |
| Юніорський етап Гран-прі: Естонія         |            |            |            |            | 2          |            |            |
| Юніорський етап Гран-прі: Франція         |            |            |            | 4          |            |            |            |
| Юніорський етап Гран-прі: Німеччина       |            | 10         |            |            | 4          |            |            |
| Юніорський етап Гран-прі: Велика Британія |            |            |            |            |            | 2          |            |
| Юніорський етап Гран-прі: Польща          |            |            | 10         |            |            |            |            |
| Юніорський етап Гран-прі: Тайбей          |            |            |            | 2          |            |            |            |
| Юніорський етап Гран-прі: Туреччина       |            |            |            |            |            |            | 4          |
| Меморіал Павла Романа                     | 4          | 3          |            |            | 2          |            |            |
| Національні                               |            |            |            |            |            |            |            |
| Чемпіонат України серед юніорів           |            | 6          |            |            |            | 1          |            |